# Pitimbu
Pitimbu este un oraș în Paraíba (PB), Brazilia.